# Mundolsheim
Mundolsheim (Mundelse in dialetto alsaziano) è un comune francese di 4 911 abitanti situato nel dipartimento del Basso Reno nella regione del Grand Est.

## Società

### Evoluzione demografica
Abitanti censiti